# 南海爾斯蒂居峰
61°31′42″N 8°25′20″E / 61.5283°N 8.4221°E
南海爾斯蒂居峰是挪威的山峰，位於該國東南部內陸郡，處於洛姆，屬於尤通黑門山脈的一部分，海拔高度2,189米，是該國第六十一高峰。